# کاترینا بانتی
کاترینا بانتی (ایتالیایی: Caterina Banti؛ زادهٔ ۱۳ ژوئن ۱۹۸۷) قایقران قایق بادبانی زن اهل ایتالیا است.